# Сихровски, Петер
Пе́тер Сихро́вски (5.9.1947, Вена, Австрия) — австрийский журналист, писатель и политик — бывший член Европарламента. Как политик участвовал в политической деятельности партии Австрийской партии свободы.

## Биография
Петер Сихровски родился в Вене 5 сентября 1947 года. Его родители, будучи евреями, вынуждены были во время Второй мировой войны скрываться от нацистов и эмигрировать в Лондон, где и познакомились. После войны вернулись в Австрию.
После окончания школы в Вене Петер Сихровски с 1963 по 1968 годы учился в Высшей технической школе Биохимии в Вене, после окончания которой изучал фармакологию и химию в Венском университете  с 1970 по 1975 год. После окончания университета он преподавал химию и физику, а впоследствии работал в ряде фармакологических компаний. С 1980 года он стал заниматься журналистикой, сотрудничал с рядом печатных периодических изданий, в том числе, например, с журналом Шпигель.  Был иностранным корреспондентом в Нью-Дели и Гонконге. В 1990-е годы он путешествовал между Гонконгом, Веной, Чикаго и Лос-Анджелесом.
В настоящее время живет в Чикаго, продолжая деловые поездки в Азию.
Петер Сихровски автор более 15 книг. Первая его книга, имевшая название «Мы не знаем, что будет завтра, мы хорошо знаем, что было вчера» — это сборник интервью с детьми немецких и австрийских евреев, родившимися уже после войны. Вторая, и наиболее известная его книга — «„Рожденные виновными“. Исповеди детей нацистских преступников»,  переведена на многие языки, в  том числе на русский язык.

## Политическая деятельность
11 ноября 1996 года П. Сихровски был избран депутатом Европарламента от Австрии. В течение двух сроков работы в Европарламенте он был членом ряда парламентских комитетов, в том числе,  комитета по Внешнеэкономическим связям, комитета по Культуре, молодежной политике и образованию, комитетов по внешним связям с рядом стран СНГ.
С 2000 по 2002 год П. Сихровски являлся генеральным секретарем  Австрийской партии свободы.